# Lisie Skały (Góry Sowie)
Lisie Skały (850–890 m n.p.m., niem. Fuchssteine) – grupa skalna w Sudetach Środkowych, w środkowej części pasma Gór Sowich, w województwie dolnośląskim.
Grupa skalna położona na terenie Parku Krajobrazowego Gór Sowich, w środkowo-południowej części pasma Gór Sowich, na zachodnio-północnym zboczu Grabiny około 0,6 km poniżej szczytu.
Gnejsowa grupa skalna, na północno-zachodnim zboczu Grabiny powyżej Czarnego Stoku o wysokości dochodzącej do kilku metrów wyrastająca pod szczytem na wysokości od 850 do 890 m n.p.m. Grupę skalną tworzą nieregularnie spękane gnejsowe bloki, rozrzucone na przestrzeni kilkuset metrów w świerkowym lesie regla górnego z domieszką innych gatunków. Lisie Skały stanowią jedno z największych i bardziej znanych zgrupowań skalnych w Górach Sowich.

## Szlaki turystyczne
Obok Lisich Skał przechodzą dwa szlaki turystyczne:
- z Ludwikowic Kłodzkich na Kozie Siodło,
- Przełęcz Sokola – parking nad Sokolcem – Lisie Skały – Grabina – Koziołki – Rozdroże pod Kozią Równią – Schronisko PTTK „Zygmuntówka” – Bielawska Polanai[2]